# Spirit of America (Rekordfahrzeug)
Spirit of America ist der Name mehrerer von Turbinen angetriebener Rekordfahrzeuge, die speziell zur Erringung des „absoluten“ Geschwindigkeitsrekords für Landfahrzeuge gebaut worden waren. Dieser Name ist fast untrennbar mit Craig Breedlove, dem fünfmaligen Halter des Land Speed Records verbunden. Er startete das Projekt, steckte viel Engagement in die Verwirklichung und fuhr diese Fahrzeuge, an deren Entwicklung er auch maßgeblich beteiligt war.

## Fahrzeuge

### Spirit of America

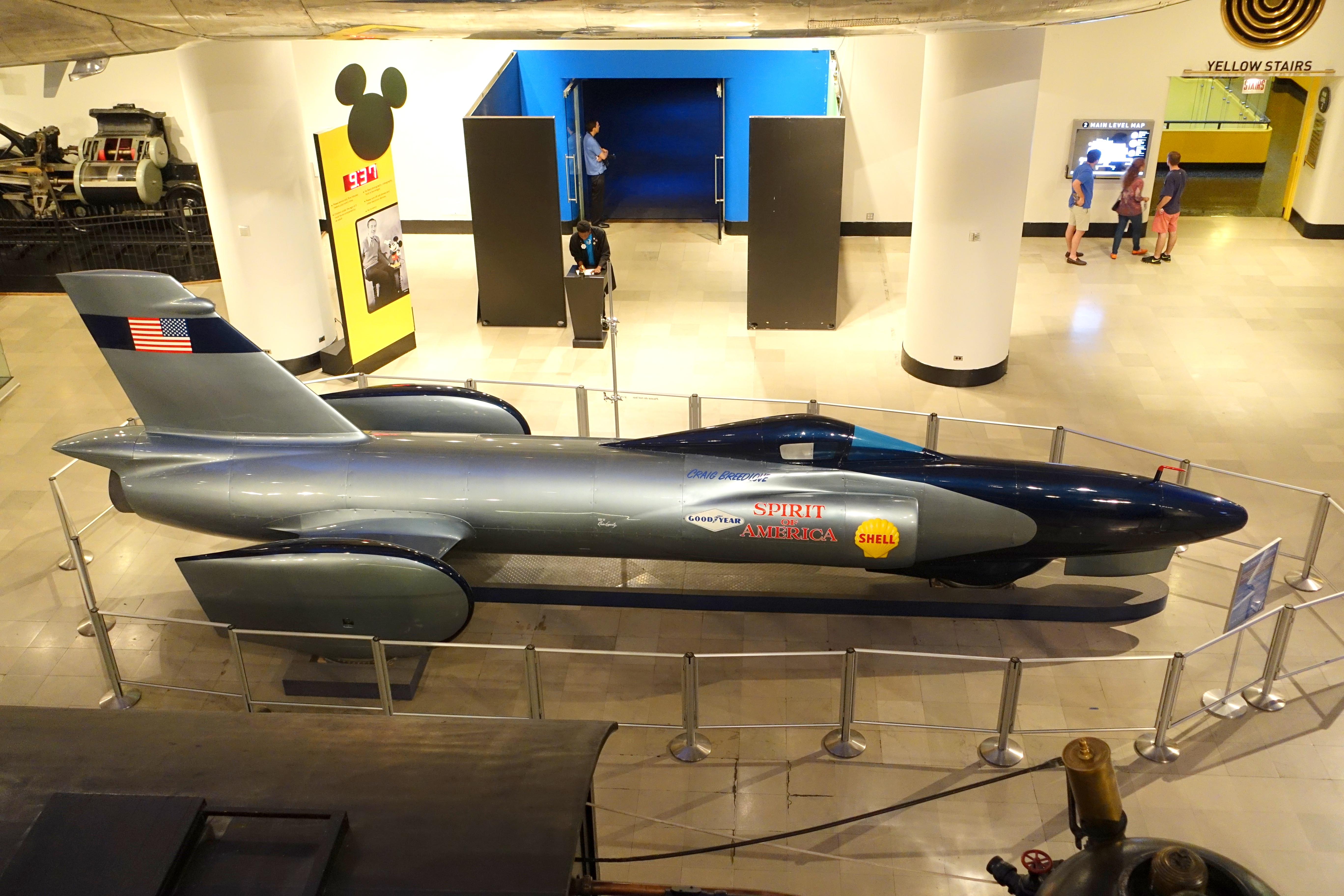
Spirit of America, ausgestellt im Museum of Science and Industry (Chicago)

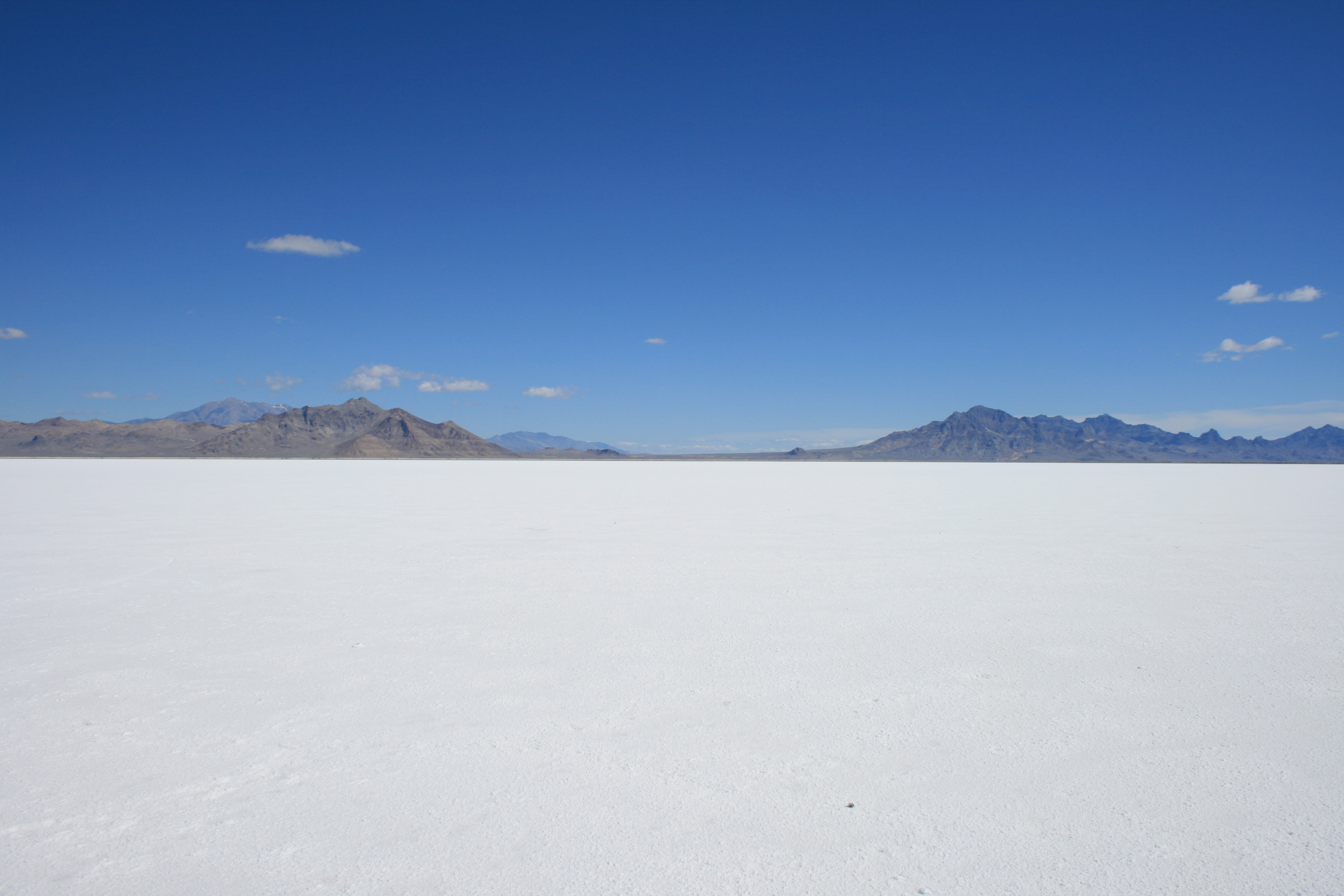
Die Bonneville salt flats, Austragungsort der Rekordversuche von Spirit of America und Sonic 1.

Spirit of America war das erste der modernen Rekordfahrzeuge mit drei Rädern, die in schmaler, stromlinienförmiger Form und vor allem mit dem Turbostrahltriebwerk nach damals neuen Erkenntnissen gebaut wurden. Wie bei den meisten konkurrierenden Fahrzeugen stammte der Antrieb aus einem ehemaligen Militärflugzeug. Die erste Version des Spirit Of America hatte eine GE-J47-Turbine aus einem F-86 Sabre und wurde 1962 auf den Bonneville Salt Flats in Utah erstmals getestet, wo das schwierige Handling einen Erfolg verhinderte, da diese erste Version keine lenkbaren Räder hatte: Man hatte sich darauf verlassen, dass auf dem Salzuntergrund bei der Windstille des Ortes und der hohen Geschwindigkeit eine bewegliche Steuerfläche ausreichen würde.
Vor dem zweiten Versuch wurde ein neuer Stabilisator und ein lenkbares Vorderrad hinzugefügt. Am 5. September 1963 stellte Breedlove mit dieser Ausbaustufe von Spirit Of America auf den Bonneville Salt Flats mit 407,447 mph (655,722 km/h) seinen ersten Rekord auf. Er war damit der Erste, der die sogenannte „400-Meilen-Barriere“ für Landfahrzeuge durchbrach.
Als Spirit of America gebaut wurde, verlangte das Reglement der Fédération Internationale de l’Automobile (FIA) für einen Geschwindigkeitsrekord über Land vier Räder. Die Resultate von Breedlove mit Spirit of America wurden daher von der FIA nicht anerkannt. Die Fédération Internationale de Motocyclisme (FIM) jedoch stufte das Fahrzeug als Motorrad mit Beiwagen ein und erkannte den Rekord an.
Auch die Art des Antriebs führte zu einer Kontroverse, da Spirit of America von einem Strahltriebwerk angetrieben wurde, die FIA ein Automobil aber als „über die Räder angetrieben“ definierte.
Über einen gewissen Zeitraum gab es somit gleichzeitig zwei Landgeschwindigkeitsrekorde über die 1-Meilen-Distanz:
- den von der FIA zertifizierten des Briten John R. Cobb mit dem Railton Mobil Special mit 394,190 mph (634,387 km/h) vom 16. September 1947 und
- den von der FIM zertifizierten von Breedlove mit Spirit of America mit 407,447 mph (655,722 km/h).

Das Fahrzeug von Cobb hatte zwei Napier-Lion-12-Zylinder-Flugmotoren, von denen einer die Vorderräder und einer die Hinterräder antrieb.
Anmerkung: 1964 stellte Donald Campbell mit Bluebird eine neue Bestzeit auf. Anders als seine Vorgänger verwendete er eine Wellenturbine (Bristol Proteus). Die FIA akzeptierte den Rekord, weil die Turbine über ein Getriebe die Räder antrieb. Bedingt durch den Austragungsort in Australien, wurde als Distanz der fliegende Kilometer und als Maßeinheit km/h festgelegt, sodass über die Meile keine Messwerte vorliegen.
Sowohl Breedloves FIM-Rekord als auch der FIA-Rekord wurden im Oktober 1964 zuerst von Tom Green gebrochen und kurz darauf von Art Arfons noch mal verbessert. Breedlove kehrte daraufhin mit Spirit Of America nach Bonneville zurück und legte die Rekordmarke am 15. Oktober auf 526,277 mph (846,961 km/h).
Nachdem Breedlove am Ende seines zweiten Laufs über die Zielmarkierung gefahren war und damit den Rekord bestätigt hatte, rissen beim Abbremsen beide Fallschirme, und er rutschte nach ca. 10 km mit immer noch ca. 320 km/h in einen Soleteich. Dieses „Kunststück“ brachte Breedlove einen Platz im Guinness-Buch der Rekorde für die „längsten durchgehenden Bremsspuren“ ein. Auch ein Rekord für „die längste Strecke eines Landfahrzeugs ohne Bodenkontakt“ wird kolportiert, als das Fahrzeug am Ende des Laufs auf unebenen Boden stieß und abhob. Breedlove blieb unverletzt und Spirit Of America wurde geborgen. Danach war „SoA“ lange Jahre im Museum für Wissenschaft und Industrie in Chicago ausgestellt, wurde aber 2015 auf Betreiben von Breedlove entfernt.

#### Übersicht der mit Spirit Of America erzielten Rekorde
| Jahr | Datum       | Ort                   | Fahrer          | Fahrzeug          | mph     | km/h    | Anmerkungen                                    |
| ---- | ----------- | --------------------- | --------------- | ----------------- | ------- | ------- | ---------------------------------------------- |
| 1963 | 5. August   | Bonneville Salt Flats | Craig Breedlove | Spirit of America | 407,447 | 655,582 | Erstes Landfahrzeug über 400 Meilen pro Stunde |
| 1964 | 13. Oktober | Bonneville Salt Flats | Craig Breedlove | Spirit of America | 468,719 | 754,196 |                                                |
| 1964 | 15. Oktober | Bonneville Salt Flats | Craig Breedlove | Spirit of America | 526,277 | 846,780 | Erstes Landfahrzeug über 500 Meilen pro Stunde |

### Spirit of America Sonic 1

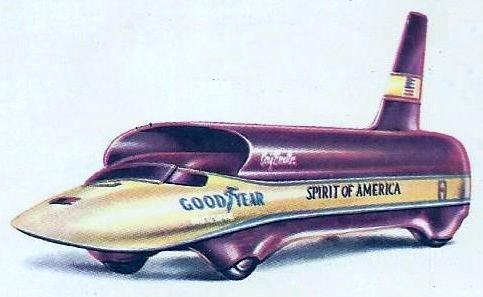
Spirit of America Sonic 1

Nachdem die erste Version von SoA bei dem Rekordlauf im Vorjahr irreparabel beschädigt worden war, gelang es Breedlove (auch durch die tatkräftige Unterstützung seiner Sponsoren Goodyear und Shell) innerhalb kurzer Zeit eine komplett neue Evolutionsstufe von Spirit of America aufzubauen. Dieses Fahrzeug trug die Bezeichnung Sonic 1. Das auffälligste Merkmal war die neue Bauweise mit vier Rädern, um einerseits größere Fahrstabilität zu erreichen, und andererseits eventuelle Reglement-Probleme, wie bei der ersten Version, zu vermeiden. Angetrieben wurde das Fahrzeug von einer J-79GE-Turbine, die aus einem McDonnell F-4 Phantom stammte und 14.980 lbs Schub erzeugte. Bei einer Länge von 35 ft (10,66 m) wog Spirit of America Sonic 1 7991 lbs (3624,65 kg).
Kurz nach seinem Rekord am 2. November überließ Breedlove seiner Frau Lee das Steuer, die mit Sonic 1 eine Geschwindigkeit von 308,56 mph (496,57 km/h) erreichte, und damit einen neuen Land Speed Record für Frauen aufstellte. Es wird berichtet, dass Lee Breedlove zuvor nie schneller als 75 mph gefahren war.
Am 15. November durchbrach Craig Breedlove als erster die 600-Meilen-Barriere für Landfahrzeuge mit 600,601 mph (966,574 km/h). Dieser Rekord bestand bis 1970 und wurde erst durch Gary Gabelich mit Blue Flame, einem Raketenauto überboten. Das Spirit of America Sonic 1 ist derzeit in der Hall of Fame des Indianapolis Motor Speedway Museum ausgestellt.

#### Übersicht der mit Spirit Of America Sonic 1 erzielten Rekorde
| Jahr | Datum        | Ort                   | Fahrer          | Fahrzeug                  | mph     | km/h    | Anmerkungen                                                       |
| ---- | ------------ | --------------------- | --------------- | ------------------------- | ------- | ------- | ----------------------------------------------------------------- |
| 1965 | 2. November  | Bonneville Salt Flats | Craig Breedlove | Spirit of America Sonic 1 | 555,127 | 893,199 |                                                                   |
| 1965 | 2. November  | Bonneville Salt Flats | Lee Breedlove   | Spirit of America Sonic 1 | 308,554 | 496,570 | Land Speed Record für Frauen                                      |
| 1965 | 15. November | Bonneville Salt Flats | Craig Breedlove | Spirit of America Sonic 1 | 600,601 | 966,574 | Dieser Rekord wurde erst im Jahr 1970 durch Blue Flame gebrochen. |

### Spirit of America – Sonic Arrow (Formula Shell LSRV)

#### Sonic Arrow

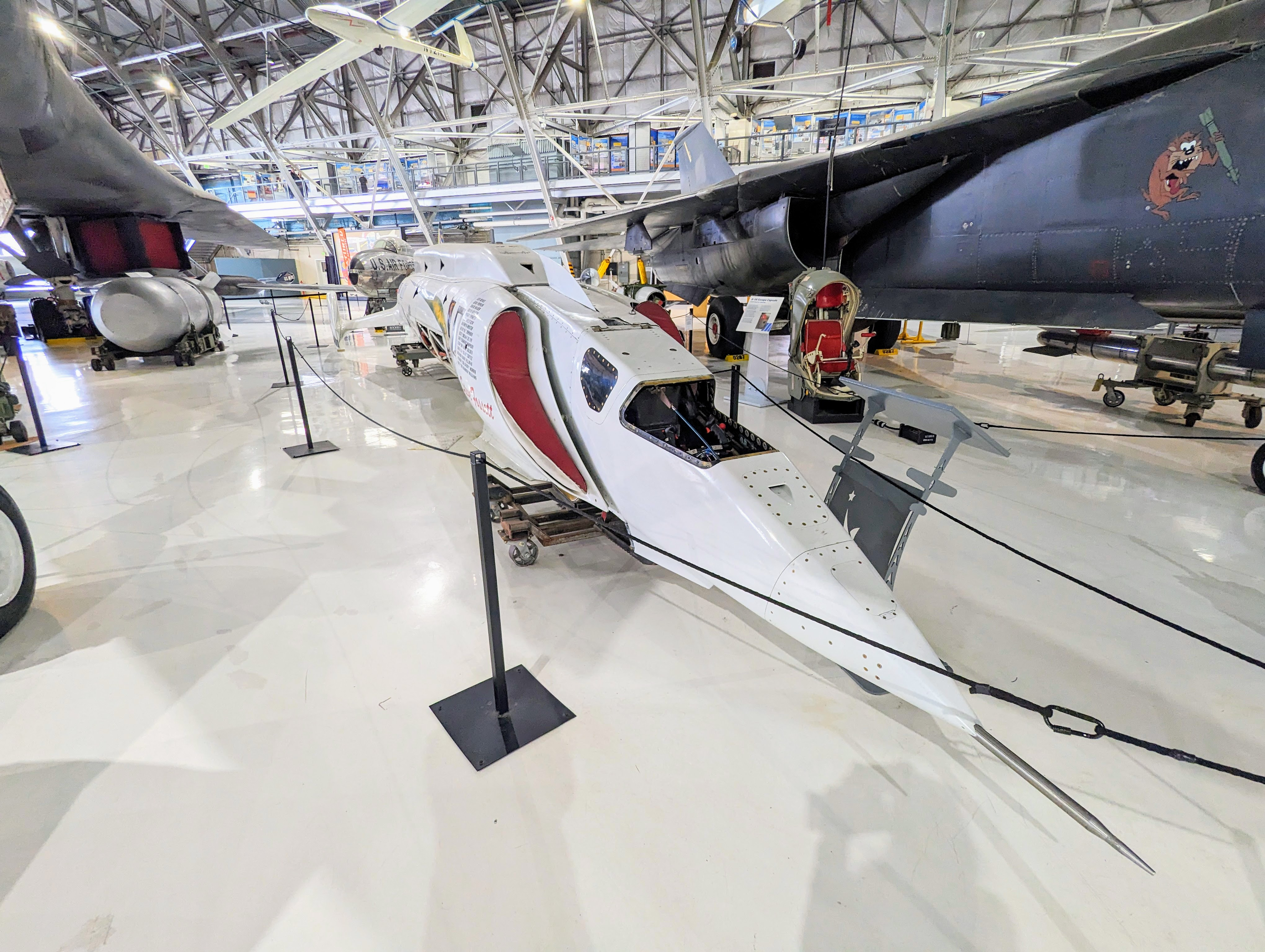
Spirit of America Sonic Arrow II

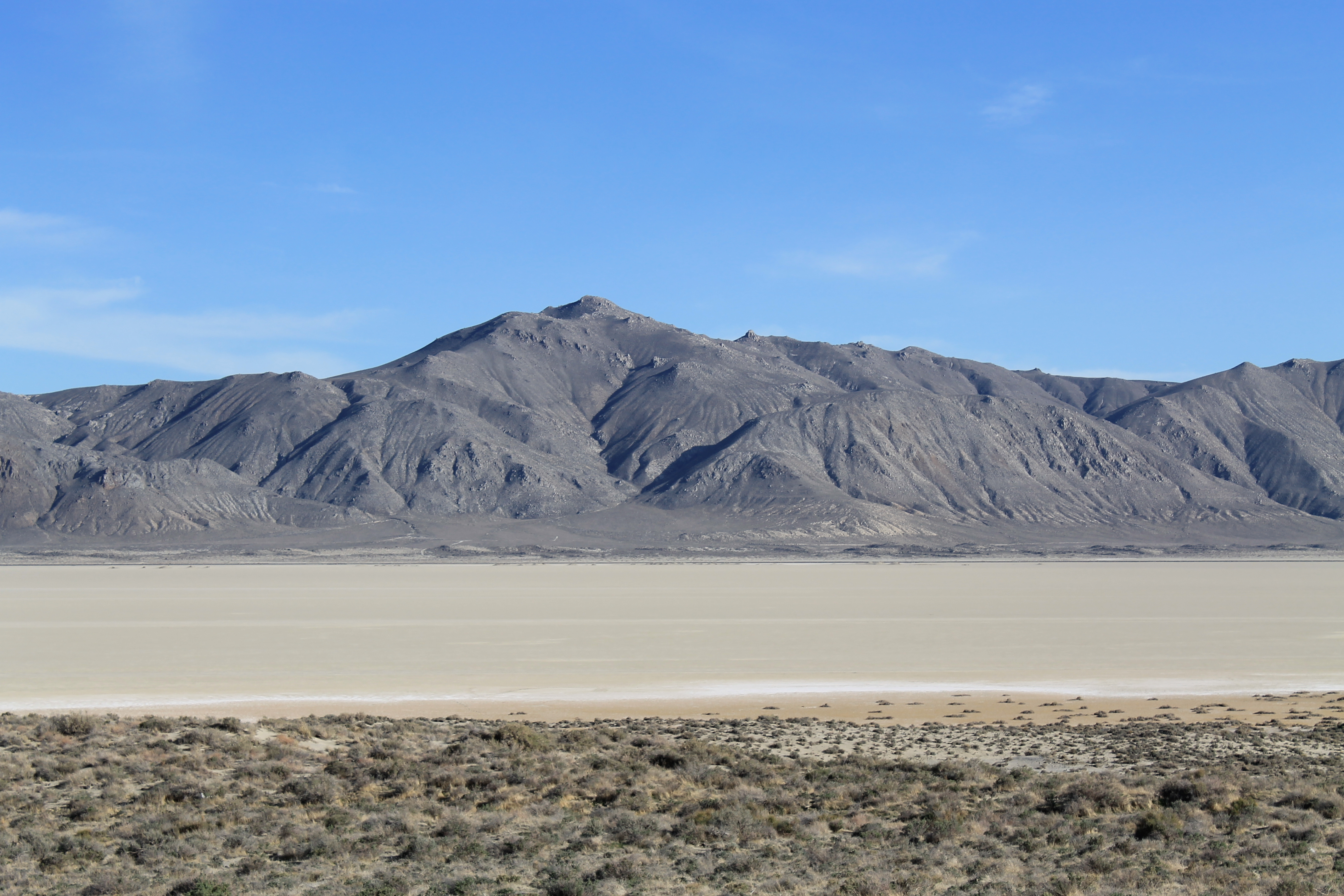
Die Black Rock Desert - Austragungsort der Läufe von Sonic Arrow

Von 1993 bis 1997 startete Craig Breedlove ein neues Project unter dem Namen Spirit of America - Sonic Arrow. Er konstruierte, baute und promotete das Fahrzeug, um einen absoluten Rekord über 700 mph aufzustellen. In dieses auf fünf Jahre angelegte Programm investierten das Sonic Arrow-Team, Sponsoren, die Industrie sowie unterstützende Lieferanten von Sach- und Materialtechnik über 10 Mio. USD.
Sonic Arrow, der wegen des Hauptsponsors auch als Formula Shell LSRV (Land Speed Record Vehikel) bezeichnet wurde, hatte eine Länge 13,67 m, war 2,54 m breit und 1,78 m hoch. Das Gewicht lag in dieser Version bei 4 t (9.000 lbs). Die Konstruktion bestand aus einem Stahlrohrrahmen mit einer Aluminiumkarosserie. Als Triebwerk kam in dieser Version, wie schon bei Sonic 1, eine militärische GE-J79-Turbine zum Einsatz, die aber so modifiziert war, dass bleifreies Benzin verbrannt werden konnte. Die Turbine erzeugte einen maximalen Schub von 100,8 kN (22.650 lbf). Obwohl das Fahrzeug auf den ersten Blick als Dreirad ausgelegt ist, läuft es tatsächlich auf vier Rädern, wobei das vordere Paar eng beieinander liegt, um eine möglichst schmale Frontpartie zu ermöglichen und dadurch den Luftwiderstand zu verringern. Die Verzögerung nach einem Rennlauf erfolgte primär mit Fallschirm und einer später zugeschalteten Reibungsbremse für die endgültige Bremskraft.
Am 28. Oktober 1996 startete Sonic Arrow in der Black Rock Desert, Nevada einen ersten Rekordversuch. Der Lauf endete mit einem Unfall bei einer Geschwindigkeit von 1086 km/h. 1997 wurde ein erneuter Versuch unternommen, bei dem aber das Triebwerk sehr früh schwer beschädigt wurde.
Am 15. Oktober 1997 durchbrach ThrustSSC mit 763,035 mph (1227,99 km/h = Mach 1,016) als erstes Landfahrzeug offiziell die Schallmauer. Sonic Arrow startete noch einen weiteren Versuch, aber das modifizierte Triebwerk kam nicht über eine Marke von 1088 km/h hinaus. Danach wurden nur noch minimale Arbeiten für die Tauglichkeit zu Überschallläufen abgeschlossen und das Programm 1999 durch Breedlove eingestellt.

#### Sonic Arrow II
Im Jahr 2006 kaufte der Milliardär und Abenteurer Steve Fossett das Fahrzeug und das komplette damit verbundene technische Know-how. Für die nächsten zwei Jahre baute ein kleines, von Fossett engagiertes Team von Fachleuten Sonic Arrow II und modifizierte es, um Rekorde von 800 mph und darüber hinaus aufzustellen. Während dieser Zeit entdeckte und korrigierte das Team sieben verschiedene schwerwiegende Fehler im Fahrzeug und in den Systemen von Sonic Arrow, die den Umfang des Programms um den Faktor 4 erhöhten. Trotz des erhöhten Aufwands funktionierte das Team wirtschaftlich mit etwa der Hälfte bis einem Drittel des Budgets des Teams von Breedlove zwischen 1994 und 1997. Sonic Arrow II befand sich 2008 in System- und Handling-Tests, als die Entwicklung wegen Fossetts überraschenden Todes bei einem Flugzeugabsturz im Jahr 2007 eingestellt wurde.
Erste Rekordläufe waren in der Black Rock Desert im Frühjahr 2008 geplant. Im Oktober 2007 führte das Team dort bereits eine logistische Übung zum Laden, Transportieren, Zusammenbauen usw. durch. Weitere Triebwerktests und Teamübungen wurden Anfang 2008 in El Mirage durchgeführt, bevor das Projekt schließlich eingestellt wurde. Alle Elemente wurden Mitte 2008 sorgfältig verpackt und eingelagert. Das Fahrzeug ist gegenwärtig (Stand 2019) im Wings Over the Rockies Air and Space Museum in Denver Colorado ausgestellt.

##### Technische Veränderungen an Sonic Arrow II durch das Team von Fossett
Das Fossett LSR-Car hat das Original-Chassis und das Triebwerk von Breedlove, das überholt wurde, aber praktisch alle anderen Komponenten wurden geändert: Federung, Lenkung, Radstand und Spur, Bremsschirme, Räder – all das wurde stark modifiziert oder komplett ersetzt. Sonic Arrow II wurde von Grund auf neu aufgebaut und verkabelt. Das Fahrzeug hat einen längeren Radstand, eine breitere Spur und eine modifizierte Aerodynamik, einschließlich verlängerter Radverkleidungen. Der Bremsschirm und sein Einsatzsystem wurden ebenfalls völlig neu gestaltet. 2010 wurde das „Gesamtpaket“ Sonic Arrow II zu einem Preis ab mindestens 3 Mio. USD zum Verkauf angeboten.

### Super Sonic Spirit of America 3
In den Jahren 2013 und 2014 nahm das Interesse an Landgeschwindigkeitsrekordrennen wieder zu. Craig Breedlove entwickelte Pläne, den absoluten Geschwindigkeitsrekord wieder in die USA zurückzuholen, ein Ziel, das mehrere US-Teams wie zum Beispiel auch das North American Eagle Project verfolgten. 2014 wurde das Projekt Super Sonic Spirit of America 3 mit Breedlove als Initiator, Neil Roberts als technischem Direktor und Mark Zwieg als Fahrer gestartet. In den ersten Jahren ging es hauptsächlich darum, ein maßstabsgetreues Modell und einen Business-Plan zu erstellen. Die Suche nach potentiellem Sponsoring ist noch weit entfernt, da der neueste Spirit of America nur als technische CAD-Zeichnung in fünf verschiedenen Versionen auf dem Computer existiert.

## Sonstiges
Die zwischen 1963 und 1965 innerhalb einer relativ kurzen Zeitspanne ausgetragenen Versuche mit Spirit of America und seinem direkten Konkurrenzfahrzeug Green Monster, den „absoluten“ Landgeschwindigkeitsrekord zu brechen, erzielten damals großes Medieninteresse und wurden als The Battle of Bonneville oder auch als „The Bonneville Jet Wars“ bekannt.
Spirit of America und sein Fahrer Craig Breedlove spielten in dem 1974 veröffentlichten Spielfilm White Salt and Sunshine zusammen mit Art Arfons und Mickey Thompson eine der Hauptrollen.
Der Song Spirit of America auf dem Album Little Deuce Coupe der US-amerikanischen Band The Beach Boys bezieht sich auf den ersten Rekord von Breedlove im Jahr 1963.
1963 wurde mit The Spirit of America ein Oscar-nominierter Dokumentar-Kurzfilm produziert.

### Spirit of America
- Land Speed Racing History Spirit of America. Abgerufen am 29. November 2020 (englisch)
- LandSpeedRecord.org Artikel mit Infos zu Spirit of America. Abgerufen am 28. November 2020 (englisch)
- Spirit Of America & Craig Breedlove: Jet-Powered Vehicle Originalmaterial. Auf YouTube. Abgerufen am 30. November 2020. (englisch)
- Craig Breedlove and Art Arfons - The Land Speed Battle Of Bonneville Bericht über den Wettkampf um den Rekord. Kommentiertes Originalmaterial. Auf YouTube. Abgerufen am 14. November 2020.

### Spirit of America Sonic 1
- Craig Breedlove and Goodyear break the land speed record Kurzer Filmbericht (Goodyear-Comercial) Originalmaterial. Auf YouTube. Abgerufen am 30. November 2020. (englisch)
- LandSpeedRecord.org Artikel mit Infos zu Sonic 1. Abgerufen am 30. November 2020 (englisch)
- Spirit of America Sonic 1 Zahlreiche zeitgenössische Fotos mit Informationen. Abgerufen am 30. November 2020 (englisch)

### Spirit of America – Sonic Arrow
- Land Speed Racing History Artikel über Sonic Arrow. Abgerufen am 29. November 2020 (englisch)
- Bluebird-Electric.net Artikel über Sonic Arrow, Breedlove und Fossett. Abgerufen am 29. November 2020 (englisch)
- Spirit Of America Sonic Arrow (Formula Shell LSRV) - Craig Breedlove's Supersonic Challenger Sehr ausführliche Reportage. Auf YouTube. Abgerufen am 30. November 2020. (englisch)

### Super Sonic Spirit of America 3
- Artikel über das Project Abgerufen am 29. November 2020. (englisch)